# Marcel-Francis Kahn
Pour les articles homonymes, voir Kahn.
Marcel-Francis Kahn, né le 1er novembre 1929 à Paris et mort dans la même ville le 28 décembre 2024,, est un médecin rhumatologue français, aussi militant rationaliste, anticolonialiste et pacifiste.

## Médecin rationaliste
Devenu professeur agrégé en 1966, il a été chef du service de rhumatologie à l'hôpital Bichat, pionnier en France du concept de fibromyalgie. Il déclare ainsi que « beaucoup de médecins sont encore sceptiques, voire très réticents, à reconnaître la fibromyalgie. Pour moi, explique-t-il, il s'agit d'une maladie de la douleur ». Elle toucherait les voies nerveuses centrales dans le cerveau, au niveau du mésencéphale.
Il a décrit au début des années 1990 le syndrome SAPHO (Synovite, Acné, Pustulose palmo-plantaire, Hyperostose et Ostéite). Il est d'ailleurs à ce titre président d'honneur de l'Association pour l'information et la recherche sur le syndrome SAPHO (AIRSS).
En tant que médecin, il s'oppose vivement à l'homéopathie et prend une position rationaliste dans le débat sur une prétendue mémoire de l'eau. Une altercation très virulente l'oppose sur ce sujet en 1985 à Jacques Benveniste sur TF1 dans l'émission Droit de réponse consacrée aux « médecines parallèles ».
Il est membre d'honneur du Cercle zététique.[réf. nécessaire]
Ayant eu accès au dossier médical de Yasser Arafat (personnalité qu'il avait rencontrée), il est interrogé en 2013 sur les causes de sa mort : il affirme que les traces de polonium sont bien présentes dans les affaires et le corps du dirigeant palestinien, mais que le tableau clinique et les analyses faites durant son hospitalisation ne correspondent pas à un empoisonnement par un radionucléide comme le polonium. Ainsi, Yasser Arafat a gardé ses cheveux jusqu'au bout et ses analyses ne montrent pas de leucopénie.

## Militant humanitaire et politique
Sa famille juive étant réfugiée dans les Alpes, il se trouve à 15 ans dans le maquis à Chauffayer-en-Champsaur, où il mène, selon ses dires, « une modeste activité de résistance ».
En 1948, il adhère au RDR de Jean-Paul Sartre et David Rousset. Il rejoint ensuite La Nouvelle gauche de Claude Bourdet. Il adhère, dès sa création en 1960 au PSU. Dans les années 1960, il soutient les anticolonialistes algériens.
Durant la Guerre du Vietnam, il milite au Comité Vietnam national et se rend en 1967 au Nord-Vietnam, puis dans les zones du Sud-Vietnam contrôlées par le Vietcong. Il est en mission pour le tribunal international contre les crimes de guerre au Vietnam dit Tribunal Russell. Il témoigne à son retour, avec Jean-Michel Krivine, et à l'occasion de la collecte en 1967 de « Un bateau pour le Vietnam ».
Il rejoint la Ligue communiste en 1969.
Puis, il milite au côté de Palestiniens et d'Israéliens pour une paix juste, adhérant à l'Union juive française pour la paix. Il participe à de nombreuses missions civiles, en Cisjordanie et à Gaza. Cofondateur, en 1974, de l'Association Médicale Franco-Palestinienne devenue l’Association France-Palestine Solidarité et porte-parole du Collectif des citoyens français d’origine arabe et juive, il décrit Ariel Sharon comme un « criminel de guerre ».
Il est l'un des organisateurs du Tribunal Russell sur la Palestine dont les travaux ont commencé le 4 mars 2009. En avril 2009, il participe à la création d’un comité de soutien au franco-palestinien de 23 ans Salah Hamouri détenu depuis quatre ans en Israël.
En 2007, il appelle à voter pour Ségolène Royal, bien qu'il déclare « n'avoir jamais voté socialiste au premier tour de quelque élection que ce soit ».
En 2008, il démissionne du comité scientifique et de patronage de l'Association française pour l'information scientifique (AFIS), en raison de l'existence d'un conflit d'intérêts supposé entre deux de ses membres et le lobby des OGM via Monsanto ou des filiales. Il reconnaît toutefois ne posséder aucune preuve de ses accusations.
En janvier 2009, il signe une attestation de « bonne moralité » pour Siné, qui intente alors un procès pour diffamation publique contre Claude Askolovitch qui l'avait traité d'antisémite.

## Ouvrages
- L'Actualité rhumatologique, Elsevier, 2007.  (ISBN 9782842999056)
- Avec Bernard Amor, Dictionnaire la polyarthrite rhumatoïde et des rhumatismes inflammatoires chroniques, AFP, Association française des polyarthritiques, 2007.  (ISBN 295243462X)
- 1975, La défaite américaine au Vietnam. Entretien avec Marcel-Francis Kahn, Cahiers de l'ITS - Bruno Leprince, 2015.  (ISBN 9782364881082)